# 韦萨德尔科蒙
韦萨德尔科蒙，是西班牙阿拉贡自治区特鲁埃尔省的一个市镇。总面积62平方公里，总人口136人（2001年），人口密度2人/平方公里。